# Zygopetalinae
Zygopetalinae, podtribus kaćunovki smješten u tribus Cymbidieae, dio potporodice Epidendroideae. Postoji 38 priznatih rodova; trajnice.

## Rodovi
Subtribus Zygopetalinae Schltr.
1. Zygopetalum Hook. (14 spp.)
2. Cryptarrhena R. Br. (3 spp.)
3. Dichaea Lindl. (126 spp.)
4. Benzingia Dodson (11 spp.)
5. Chaubardiella Garay (8 spp.)
6. Stenia Lindl. (23 spp.)
7. Huntleya Bateman ex Lindl. (15 spp.)
8. Kefersteinia Rchb. fil. (60 spp.)
9. xAckersteinia Neudecker (0 sp.)
10. Stenotyla Dressler (9 spp.)
11. Cochleanthes Raf. (3 sp.)
12. Warszewiczella Rchb. fil. (11 spp.)
13. Pescatoria Rchb. fil. (21 spp.)
14. Euryblema Dressler (2 spp.)
15. Chondroscaphe (Dressler) Senghas & Gerlach (14 spp.)
16. Daiotyla Dressler (5 spp.)
17. Echinorhyncha Dressler (5 spp.)
18. Aetheorhyncha Dressler (1 sp.)
19. Ixyophora Dressler (8 spp.)
20. Chondrorhyncha Lindl. (5 spp.)
21. Pridgeonia Pupulin (1 sp.)
22. Cheiradenia Lindl. (1 sp.)
23. Warreella Schltr. (2 spp.)
24. Warreopsis Garay (4 spp.)
25. Vargasiella C. Schweinf. (3 spp.)
26. Warrea Lindl. (3 spp.)
27. Otostylis Schltr. (2 spp.)
28. Paradisanthus Rchb. fil. (4 spp.)
29. Hoehneella Ruschi (2 spp.)
30. Koellensteinia Rchb. fil. (14 spp.)
31. Galeottia A. Rich. (12 spp.)
32. Batemannia Lindl. (5 spp.)
33. Zygosepalum Rchb. fil. (8 spp.)
34. Chaubardia Rchb. fil. (3 spp.)
35. Neogardneria Schltr. (1 sp.)
36. Aganisia Lindl. (4 spp.)
37. Promenaea Lindl. (14 spp.)
38. Pabstia Garay (6 spp.)